# 1780 en santé et médecine
| Années de la santé et de la médecine : 1777 - 1778 - 1779 - 1780 - 1781 - 1782 - 1783    |
| Décennies de la santé et de la médecine : 1750 - 1760 - 1770 - 1780 - 1790 - 1800 - 1810 |

Cet article présente les faits marquants de l'année 1780 en santé et médecine.

## Événements
Autriche
- L'empereur autrichien Joseph II visite La Specola et commande un grand nombre de modèles de cires anatomiques pour son Collegium Medico-Chirurgicum Josephinum (de) de Vienne. Ils sont réalisés par Felice Fontana avec l'aide de Clemente Susini et supervisés par l'anatomiste Paolo Mascagni[1].

France
- 1er janvier : Louis XVI promulgue le Code d'administration des hôpitaux militaires[2].
- 25 septembre : à Paris, fondation de l'hôpital de la paroisse Saint-Jacques-du-Haut-Pas qui deviendra en 1802 l'hôpital Cochin en mémoire de Jean-Denis Cochin, curé de la paroisse Saint-Jacques-du-Haut-Pas, fondateur d'un hôpital destiné aux indigents et aux ouvriers du quartier[3].
- 16 novembre : mort du poète lorrain Nicolas Gilbert à la suite d'une trépanation. Il était tombé de cheval le 24 octobre et avait été conduit à l'hôtel-Dieu de Paris où il fut opéré. Une anecdote rapporte qu'il serait mort en avalant une clé dans une crise de délire.
- Automne : « fièvres putrides et malignes[4] » ; le phénomène se reproduira en 1781.

## Publications
- Pierre Bulliard, Herbier de la France, ou Collection complète des plantes indigènes de ce royaume ; avec leurs détails anatomiques, leurs propriétés, et leurs usages en médecine — En ligne : vol. 4 et 5
- Pierre Thouvenel, Mémoire chimique et médicinal sur la nature, les usages et les effets de l’air et des airs, des aliments et des médicaments relativement à l’économie animale ; ouvrage qui a remporté le prix double proposé par l’Académie de Toulouse pour l’année 1778, Paris, Didot le jeune, 1780, in-4°, 60 p.
- Clément Joseph Tissot (1747–1826) publie un livre intitulé Gymnastique médicinale et chirurgicale qu'il dédie « à son maître et ami Me Le Preux[5]. » Ce livre fera sa réputation et sera rapidement traduit en plusieurs langues, notamment en allemand[6] et en italien[7],[8].

## Naissances
- 10 janvier : Martin Lichtenstein (mort en 1857), médecin, explorateur et zoologiste allemand.
- 14 janvier : Pierre Jean Robiquet (mort en 1840), pharmacien et chimiste français.
- 11 avril : Jean-Marie Léon Dufour (mort en 1865),
- 26 avril : Philibert Joseph Roux (mort en 1854), chirurgien français.
- 29 mai : Henri Braconnot (mort en 1855), pharmacien militaire, botaniste et chimiste français.
- 5 juillet : François Antommarchi (mort en 1833), médecin français.
- 5 septembre : Clarke Abel (mort en 1826), chirurgien et naturaliste britannique.

## Décès
- 22 janvier : André Levret (né en 1703), obstétricien français.
- 24 janvier : Jean-Baptiste-Michel Bucquet (né en 1746), médecin et chimiste français.
- 3 février : Louis de Jaucourt (né en 1704), médecin et collaborateur de l'Encyclopédie de Diderot et D'Alembert.
- 26 décembre : John Fothergill (né en 1712), médecin anglais.